# Тер-Мартиросян, Тигран Георгиевич
Тигра́н Гео́ргиевич Тер-Мартирося́н (23 января 1906, Александрополь, Эриванская губерния, Российская империя — 5 февраля 1984, Ленинград, СССР) — советский композитор и музыкальный педагог.
Окончил Ленинградскую консерваторию (1932), ученик Владимира Щербачёва и Христофора Кушнарёва.
В 1932—1935 годах преподавал в музыкальных школах, в 1935—1939 годах во Втором ленинградском музыкальном техникуме, в 1937—1942 годах в Ленинградской консерватории, где получил звание доцента.
В 1942—1948 годах в Ереванской консерватории, с 1946 года заведовал кафедрой истории и теории музыки. Затем снова в Ленинградской консерватории; во второй половине 1950-х годов декан теоретико-композиторского и дирижёрского факультета.
Автор ряда сочинений для симфонического оркестра, двух сюит для струнного квартета, камерных произведений, песен на стихи армянских поэтов. Написал учебное пособие «Некоторые особенности гармонии Прокофьева» (1966).